# Michelsburg (Pfalz)
Die Michelsburg, auch St. Michelsburg genannt, ist die Ruine einer Höhenburg auf dem 368 m ü. NN hohen Gipfel des Remigiusberges hoch über der Ortsgemeinde Haschbach am Remigiusberg im Landkreis Kusel in Rheinland-Pfalz.

## Geschichte
Eine erste urkundliche Erwähnung einer Gipfelburg auf dem Remigiusberg findet sich in einer Urkunde des Mainzer Erzbischofs Adalbert I. vom 8. Oktober 1127. Benediktinermönche hatten die Burg einem Ritter Adelbert abgekauft und niedergerissen und an ihrer Stelle die Propstei St. Remigius errichtet. Lage, Gestalt und Erbauungszeit dieser ersten Burganlage sind unbekannt.
Eine zweite Burganlage auf dem Berggipfel entstand während der Erbstreitigkeiten nach dem Aussterben der ersten Veldenzer Grafenlinie in männlicher Linie im Jahr 1259. Graf Heinrich II. von Zweibrücken baute die Burg im Jahr 1260 zunächst aus Holz. Später wurde sie steinern umgebaut, erweitert und innen eine Kapelle errichtet (geweiht dem hl. Michael). Sie diente bis 1444 als Wohnsitz verschiedener Mitglieder der zweiten Veldenzer Grafenlinie und war nach deren Aussterben bis 1524 Lehen der Ritter Blick von Lichtenberg. 1524 erhielt Pfalzgraf Ruprecht von Veldenz die Burg und machte diese, nachdem er am 18. November 1543 durch den Marburger Vertrag Souverän des neu geschaffenen Fürstentums Pfalz-Veldenz wurde, zu seiner Nebenresidenz. In der benachbarten Propsteikirche St. Remigius wurde eine Fürstengruft eingerichtet.
Über das Schicksal der Burg in späteren Jahrhunderten ist wenig bekannt. 1708 war sie ausweislich eines auf der Michelsburg ausgestellten Dokuments noch intakt. Sie soll im Jahr 1803 von der französischen Verwaltung an private Besitzer auf Abbruch versteigert worden sein. Später wechselte die Burganlage mehrfach ihren Besitzer.
Im Jahr 1868 kam die Burganlage in den Besitz der Katholischen Kirchenstiftung St. Remigiusberg. Von 1972 bis 1974 wurden bestandssichernde Arbeiten durchgeführt.

## Anlage
Von der ehemaligen Burganlage sind noch Reste der Vorwerksanlage mit Turm, Teile des vorgelagerten Halsgrabens, ein mit Sandsteinen gemauerter Brunnen mit 8 m Tiefe und 2,20 m im Durchmesser erhalten sowie Teile eines Torbogens. Besonders auffällig sind die noch ca. 20 m hoch aufragenden Reste einer am Fuß bis zu 4 m dicken imposanten Schildmauer.